# Deanna Durbin
Deanna Durbin, született Edna Mae Durbin (Winnipeg, Manitoba, 1921. december 4. – Neauphle-le-Château, Franciaország, 2013. április 17. körül) kanadai színésznő és énekesnő, az 1930-as és 1940-es évek hollywoodi filmjeinek egyik sztárja.

## Élete
Első szerepét az 1926-os Every Sunday című filmben kapta, amiben együtt játszott Judy Garlanddel. A film után szerződést írt alá a Universal Stúdióval. Filmjei, melyek nagy részében az „ideális tinédzserlányt” alakította, olyan sikert értek el, hogy megmentették a stúdiót a csődtől, őt pedig a korszak egyik legnagyobb sztárjává és legjobban fizetett színésznőjévé tették.
Később Durbin egyre kevésbé volt megelégedve a ráosztott „jó kislány”-szereppel, ezért komolyabb szerepek után vágyakozva elvállalt egy szerepet a Christmas Holiday című 1944-es film noirban és a Lady on a Train című 1945-ös filmben, de ezek nem hoztak számára akkora sikert, mint korábbi zenés filmjei. 28 éves korában, 1949-ben végleg visszavonult a filmezéstől, többé semmilyen felkérésnek nem tett eleget. Harmadik férjével és gyerekeivel visszavonultan élt Párizs egyik elővárosában, mindvégig ragaszkodva a magánélet szentségéhez. Halála pontos idejét gyerekei nem közölték a médiával.

## Filmjei
- 1936: Három kis ördög[11]  (Three Smart Girls) ... Penny Craig
- 1937: Száz férfi és egy kislány (One Hundred Men and a Girl) ... Patricia Cardwell
- 1938: Mad About Music ... Gloria Harkinson
- 1938: That Certain Age ... Alice Fullerton
- 1939: Az első csók (First Love) ... Constance Harding
- 1940: Válaszúton (It’s a Date) ... Pamela Drake
- 1940: Udvari bál (Spring Parade) ... Ilonka Tolnay
- 1941: Mindez Évával kezdődött (It Started with Eve) ... Anne Terry
- 1943: The Amazing Mrs. Holliday ... Ruth Kirke Holliday
- 1943: Hers to Hold ...Penny Craig
- 1943: His Butler's Sister ... Ann Carter
- 1944: Karácsonyi vallomás (Christmas Holiday) ... Jackie Lamont/Abigail Martin
- 1945: Lady on a Train ... Nikki Collins / Margo Martin
- 1946: Because of Him ... Kim Walker
- 1947: I’ll Be Yours ... Louise Ginglebusher
- 1947: Something in the Wind ... Mary Collins
- 1948: Up in Central Park ... Rosie Moore
- 1948: For the Love of Mary ... Mary Peppertree

## Fordítás
- Ez a szócikk részben vagy egészben  a   Deanna Durbin című angol Wikipédia-szócikk ezen változatának fordításán alapul.  Az eredeti cikk szerkesztőit annak laptörténete sorolja fel. Ez a jelzés csupán a megfogalmazás eredetét és a szerzői jogokat jelzi, nem szolgál a cikkben szereplő információk forrásmegjelöléseként.